# Cajcam
Cajcam är en ort i Mexiko.   Den ligger i kommunen Comitán Municipality och delstaten Chiapas, i den sydöstra delen av landet, 800 km öster om huvudstaden Mexico City. Cajcam ligger 1 605 meter över havet och antalet invånare är 533.
Terrängen runt Cajcam är huvudsakligen platt, men åt nordost är den kuperad. Runt Cajcam är det ganska tätbefolkat, med 54 invånare per kvadratkilometer. Närmaste större samhälle är Las Margaritas, 8,9 km nordost om Cajcam. I omgivningarna runt Cajcam växer huvudsakligen savannskog.